# Albefeuille-Lagarde
Albefeuille-Lagarde is een gemeente in het Franse departement Tarn-et-Garonne (regio Occitanie). De gemeente telde op 1 januari 2022 590 inwoners. De plaats maakt deel uit van het arrondissement Castelsarrasin en van het gemeentelijk samenwerkingsverband Communauté d’Agglomération de Grand Montauban.
Albefeuille en Lagarde hebben elk een eigen dorpskerk. De gemeente ligt in een vruchtbare vlakte.

## Geografie
De oppervlakte van Albefeuille-Lagarde bedraagt 8,0 km², de bevolkingsdichtheid is 80,5 inwoners per km². De gemeente ligt op de linkeroever van de Tarn, tegenover Montauban.
De onderstaande kaart toont de ligging van Albefeuille-Lagarde met de belangrijkste infrastructuur en aangrenzende gemeenten.

## Demografie
Onderstaande figuur toont het verloop van het inwonertal (bron: INSEE-tellingen).